# Richey Reneberg
Richey Reneberg (* 5. Oktober 1965 in Phoenix, Arizona) ist ein ehemaliger US-amerikanischer Tennisspieler. Er errang in seiner Karriere zwei Grand-Slam-Siege im Doppel. Im Jahr 1993 war er Weltranglistenerster im Doppel.

## Leben
Reneberg studierte an der Southern Methodist University. Er erreichte 1986 das Finale der National Collegiate Athletic Association und wurde im Jahr darauf Tennisprofi. In seiner Laufbahn gewann er 19 Doppeltitel. Seine größten Erfolge waren die Siege 1992 bei den US Open mit Jim Grabb sowie 1995 bei den Australian Open mit Jared Palmer. Zudem stand er 1992 im Doppelfinale von Wimbledon, in dem er mit Jim Grabb gegen Michael Stich und John McEnroe in fünf Sätzen unterlag.
Er errang drei Einzeltitel auf der ATP World Tour, 1991 siegte er in Tampa auf Sand gegen Petr Korda, in diesem Jahr erreichte er mit Position 20 auch seine beste Einzelplatzierung in der Tennis-Weltrangliste. Seinen letzten Titel gewann er 1996 bei den Ordina Open. Er verbuchte vier weitere Finalteilnahmen, die letzte 1997, bei welcher er in Las Vegas gegen Mark Philippoussis unterlag. Neben den zwei Grand-Slam-Titeln errang er 17 Doppelsiege auf der ATP World Tour, neun davon mit seinem Partner Jim Grabb. Er konnte die Turniere in Sydney, Atlanta sowie Scottsdale je zweimal gewinnen.
Reneberg spielte zwischen 1993 und 1998 für die US-amerikanische Davis-Cup-Mannschaft. Er kam dabei auf fünf Siege bei drei Niederlagen im Doppelbewerb. 1993 hatte er seinen einzigen Einsatz im Einzel, beim 5:0 gegen Bahamas gewann er gegen John Farrington. Er trat bei den Olympischen Sommerspielen 1996 in Atlanta für die Vereinigten Staaten an, schied aber bereits in der ersten Runde gegen Leander Paes aus.

## Erfolge
| Legende                           |
| Grand Slam (2)                    |
| Tennis Masters Cup                |
| ATP Masters Series                |
| ATP International Series Gold (7) |
| ATP International Series (10)     |
| ATP Challenger Tour               |

### Einzel

#### Turniersiege
| Nr. | Datum          | Turnier      | Belag     | Finalgegner      | Ergebnis      |
| --- | -------------- | ------------ | --------- | ---------------- | ------------- |
| 1.  | 29. April 1991 | Tampa        | Hartplatz | Petr Korda       | 4:6, 6:4, 6:2 |
| 2.  | 4. Januar 1993 | Kuala Lumpur | Hartplatz | Olivier Delaître | 6:3, 6:1      |
| 3.  | 10. Juni 1996  | Rosmalen     | Rasen     | Stéphane Simian  | 6:4, 6:0      |

#### Finalteilnahmen
| Nr. | Datum          | Turnier    | Belag     | Finalgegner        | Ergebnis                 |
| --- | -------------- | ---------- | --------- | ------------------ | ------------------------ |
| 1.  | 1. Januar 1990 | Wellington | Hartplatz | Emilio Sánchez     | 7:63, 4:6, 6:4, 4:6, 1:6 |
| 2.  | 3. Januar 1994 | Oʻahu      | Hartplatz | Wayne Ferreira     | 4:6, 7:63, 1:6           |
| 3.  | 15. April 1996 | Tokio      | Hartplatz | Pete Sampras       | 4:6, 5:7                 |
| 4.  | 3. März 1997   | Scottsdale | Hartplatz | Mark Philippoussis | 4:6, 6:74                |

### Doppel

#### Turniersiege

##### ATP Tour
| Nr. | Datum              | Turnier           | Belag     | Partner              | Finalgegner                        | Ergebnis           |
| --- | ------------------ | ----------------- | --------- | -------------------- | ---------------------------------- | ------------------ |
| 1.  | 13. November 1989  | Johannesburg      | Hartplatz | Luke Jensen          | Kelly Jones Joey Rive              | 6:0, 6:4           |
| 2.  | 30. September 1991 | Sydney Indoor (1) | Hartplatz | Jim Grabb            | Luke Jensen Laurie Warder          | 6:4, 6:4           |
| 3.  | 7. Oktober 1991    | Tokio Indoor      | Teppich   | Jim Grabb            | Scott Davis David Pate             | 7:5, 2:6, 7:6      |
| 4.  | 3. Februar 1992    | San Francisco     | Hartplatz | Jim Grabb            | Pieter Aldrich Danie Visser        | 6:4, 7:5           |
| 5.  | 8. Juni 1992       | Rosmalen          | Rasen     | Jim Grabb            | John McEnroe Michael Stich         | 6:4, 6:7, 6:4      |
| 6.  | 17. August 1992    | Indianapolis (1)  | Hartplatz | Jim Grabb            | Grant Connell Glenn Michibata      | 7:6, 6:2           |
| 7.  | 31. August 1992    | US Open           | Hartplatz | Jim Grabb            | Kelly Jones Rick Leach             | 3:6, 7:6, 6:3, 6:3 |
| 8.  | 15. Februar 1993   | Philadelphia      | Teppich   | Jim Grabb            | Marcos Ondruska Brad Pearce        | 6:7, 6:3, 6:0      |
| 9.  | 26. April 1993     | Atlanta (1)       | Sand      | Paul Annacone        | Todd Martin Jared Palmer           | 6:4, 7:6           |
| 10. | 4. Oktober 1993    | Sydney Indoor (2) | Hartplatz | Patrick McEnroe      | Alexander Mronz Lars Rehmann       | 6:3, 7:5           |
| 11. | 11. April 1994     | Birmingham        | Sand      | Christo van Rensburg | Brian MacPhie David Witt           | 2:6, 6:3, 6:2      |
| 12. | 25. April 1994     | Atlanta (2)       | Sand      | Jared Palmer         | Francisco Montana Jim Pugh         | 4:6, 7:6, 6:4      |
| 13. | 16. Januar 1995    | Australian Open   | Hartplatz | Jared Palmer         | Mark Knowles Daniel Nestor         | 6:3, 3:6, 6:3, 6:2 |
| 14. | 13. Februar 1995   | Memphis           | Hartplatz | Jared Palmer         | Tommy Ho Brett Steven              | 4:6, 7:6, 6:1      |
| 15. | 12. August 1996    | Indianapolis (2)  | Hartplatz | Jim Grabb            | Petr Korda Cyril Suk               | 7:6, 4:6, 6:4      |
| 16. | 30. September 1996 | Lyon              | Teppich   | Jim Grabb            | Neil Broad Piet Norval             | 6:2, 6:1           |
| 17. | 3. November 1997   | Stockholm         | Hartplatz | Marc-Kevin Goellner  | Ellis Ferreira Patrick Galbraith   | 6:3, 3:6, 7:6      |
| 18. | 11. März 1999      | Scottsdale (1)    | Hartplatz | Justin Gimelstob     | Mark Knowles Sandon Stolle         | 6:4, 6:7, 6:3      |
| 19. | 6. März 2000       | Scottsdale (2)    | Hartplatz | Jared Palmer         | Patrick Galbraith David Macpherson | 6:3, 7:5           |

##### Challenger Tour
| Nr. | Datum           | Turnier     | Belag     | Partner    | Finalgegner                          | Ergebnis      |
| --- | --------------- | ----------- | --------- | ---------- | ------------------------------------ | ------------- |
| 1.  | 6. April 1998   | Bermuda (1) | Sand      | Doug Flach | Andrei Tscherkassow Rodolphe Gilbert | 3:6, 6:4, 6:2 |
| 2.  | 12. April 1999  | Bermuda (2) | Sand      | Doug Flach | Paul Kilderry Patrick Rafter         | 6:4, 6:4      |
| 3.  | 24. Januar 2000 | Waikoloa    | Hartplatz | Jim Grabb  | James Blake Cecil Mamiit             | 6:2, 2:6, 6:4 |

#### Finalteilnahmen
| Nr. | Datum            | Turnier       | Belag         | Partner           | Finalgegner                       | Ergebnis                  |
| --- | ---------------- | ------------- | ------------- | ----------------- | --------------------------------- | ------------------------- |
| 1.  | 5. Februar 1990  | San Francisco | Teppich (i)   | Glenn Layendecker | Kelly Jones Robert Van’t Hof      | 6:2, 6:7, 3:6             |
| 2.  | 5. Mai 1991      | Tampa         | Sand          | David Pate        | Ken Flach Robert Seguso           | 7:6, 4:6, 1:6             |
| 3.  | 19. Mai 1991     | Umag          | Sand          | David Wheaton     | Gilad Bloom Javier Sánchez        | 6:7, 6:2, 1:6             |
| 4.  | 17. Februar 1992 | Philadelphia  | Teppich (i)   | Jim Grabb         | Todd Woodbridge Mark Woodforde    | 4:6, 6:7                  |
| 5.  | 22. Juni 1992    | Wimbledon     | Rasen         | Jim Grabb         | John McEnroe Michael Stich        | 7:5, 6:7, 6:3, 6:7, 17:19 |
| 6.  | 11. Oktober 1992 | Sydney Indoor | Hartplatz     | Jim Grabb         | Patrick McEnroe Jonathan Stark    | 2:6, 3:6                  |
| 7.  | 19. Oktober 1992 | Tokio Indoor  | Hartplatz (i) | Jim Grabb         | Todd Woodbridge Mark Woodforde    | 6:7, 4:6                  |
| 8.  | 2. Mai 1994      | Pinehurst     | Hartplatz (i) | Jared Palmer      | Todd Woodbridge Mark Woodforde    | 2:6, 6:3, 3:6             |
| 9.  | 15. August 1994  | Indianapolis  | Hartplatz     | Jim Grabb         | Todd Woodbridge Mark Woodforde    | 3:6, 4:6                  |
| 10. | 1. Mai 1995      | Atlanta       | Sand          | Jared Palmer      | Sergio Casal Emilio Sánchez       | 7:6, 3:6, 6:7             |
| 11. | 18. Februar 1996 | San José      | Hartplatz (i) | Jonathan Stark    | Trevor Kronemann David Macpherson | 4:6, 6:3, 3:6             |
| 12. | 30. März 1996    | Scottsdale    | Hartplatz     | Brett Steven      | Patrick Galbraith Rick Leach      | 7:5, 5:7, 5:7             |
| 13. | 1. März 1998     | Philadelphia  | Hartplatz (i) | David Macpherson  | Jacco Eltingh Paul Haarhuis       | 6:7, 7:6, 2:6             |
| 14. | 15. März 1998    | Indian Wells  | Hartplatz     | Todd Martin       | Jonas Björkman Patrick Rafter     | 4:6, 6:7                  |
| 15. | 3. Mai 1998      | Atlanta       | Sand          | Alex O’Brien      | Ellis Ferreira Brent Haygarth     | 3:6, 6:0, 2:6             |
| 16. | 14. Februar 2000 | Memphis       | Hartplatz     | Jim Grabb         | Justin Gimelstob Sébastien Lareau | 2:6, 4:6                  |